# IE7Pro
IE7Pro was een freeware-extensie voor Internet Explorer 6, 7 en 8 (IE) die extra functies toevoegde. Deze uitbreiding was ook in het Nederlands verkrijgbaar. IE7Pro wordt niet meer ontwikkeld.

## Markt
Het gat in de markt voor IE7Pro gaf aan dat er een discrepantie was tussen de ontwikkelaars van Microsoft Internet Explorer en/of van de werkbalken voor die webbrowser én de gebruikers daarvan. De consumenten hadden behoefte aan andere mogelijkheden, die veelal (al dan niet als uitbreiding) al wel aanwezig waren in Mozilla Firefox. Voor Internet Explorer 7 promootte Microsoft Corporation zelfs het gebruik van IE7Pro, terwijl op een aantal punten (bijvoorbeeld blokkeren van advertenties, Adobe Flash, etc.) de belangen van dat bedrijf niet per se synchroon liepen met de mogelijkheden van IE7Pro voor de consumenten.

## Gebruik
IE7Pro omvat (onder andere) een verbeterde tabondersteuning, advertentie-filter, blokkeren van Adobe Flash-player, sessiebeheer, controle van de spelling, sessieherstel, ondersteuning voor user scripts (zoals Greasemonkey, uitbreidingsmogelijkheden (plug-ins), "superklik en -sleep", muisbewegingen, "bewaar pagina als afbeelding" en snel tussen proxy's schakelen.
Een voordeel van het gebruik van deze add-on is dat websites sneller laden in Internet Explorer. De geblokkeerde onderdelen van een webpagina moeten immers niet meer worden opgehaald.
Er is ook een nadeel aan het gebruik van deze extensie. Als bepaalde onderdelen van een webpagina wel getoond moeten worden, dan moet een vrijstelling (eenmalig) met de hand worden toegevoegd. Hiermee wordt toestemming verleend voor het bepaalde (gedeelte van het) domein, zodat reclame en/of Adobe Flash niet meer wordt gefilterd. IE7Pro kan daarnaast (tijdelijk) worden uitgeschakeld.
Door een blokkade van bepaalde niet relevant geachte informatie door de gebruiker van IE7Pro draagt deze extensie niet alleen bij aan een efficiëntere werkwijze, maar door die filtering ook aan een veiligere ICT-omgeving. Zo bleek uit het halfjaarlijkse veiligheidsrapport 2009 van een fabrikant van netwerkapparatuur, dat onderzoekers aanbiedingen voor botnets in advertenties hadden aangetroffen.